# Maashaven
Le Maashaven (en français, port de la Meuse) est l'un des bassins du port de Rotterdam, commune néerlandaise située en Hollande-Méridionale.

## Localisation
| - OpenStreetMap Géolocalisation du bassin portuaire et de ses environs au sein de la commune de Rotterdam. |

Le Maashaven est situé à proximité du Rijnhaven (en français, port du Rhin) et de l'ancienne commune de Katendrecht, actuel quartier de l'arrondissement de Charlois. Ce bassin portuaire est localisé sur la rive sud de la Nouvelle Meuse.

## Histoire et description

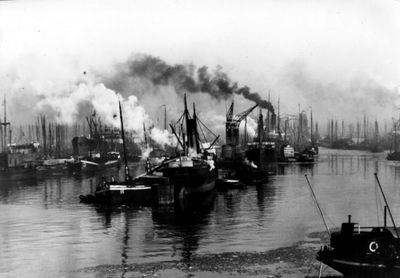
Le Maashaven en 1906.

La construction de cette infrastructure portuaire s'est échelonnée entre 1898 et 1905, sous la direction de l'architecte urbaniste G. J. de Jongh,. Ce bassin portuaire couvre une superficie de 60 ha. Le Maashaven, à l'instar du Rijnhaven, a été construit dans l'objectif de permettre le transbordement de marchandises en vrac « sur le volet », telles que du bois, des céréales, du charbon ou encore des minerais. S'y trouvent le centre d'incinération des déchets de l'AVR (anciennement appelée ROTEB), ainsi que quelques anciens silos disposant de greniers, et des entrepôts, tels que la Meneba, le Quaker et l'« Oude Graansilo », dans lequel la discothèque Maassilo a été aménagée.
L'ancien Maashaven est également un port d'amarrage pour les navires de transports fluviaux. Il est desservi par la ligne D du métro, à la station « Maashaven ». L'avenue Brielselaan longe l'un des quais du Maashaven. L'environnement du Maashaven a été renouvelé récemment grâce à l'aménagement de jardins au sein du quartier de Tarwewijk. Depuis 2004, une tour résidentielle est située à proximité de la station de métro Maashaven. Cette tour, qui porte le nom de « The Queen of the South », abrite l'Arthotel, des espaces de bureaux disposés sur onze étages, chacun disposant de huit appartements.

## Galerie

Aperçus du Maashaven
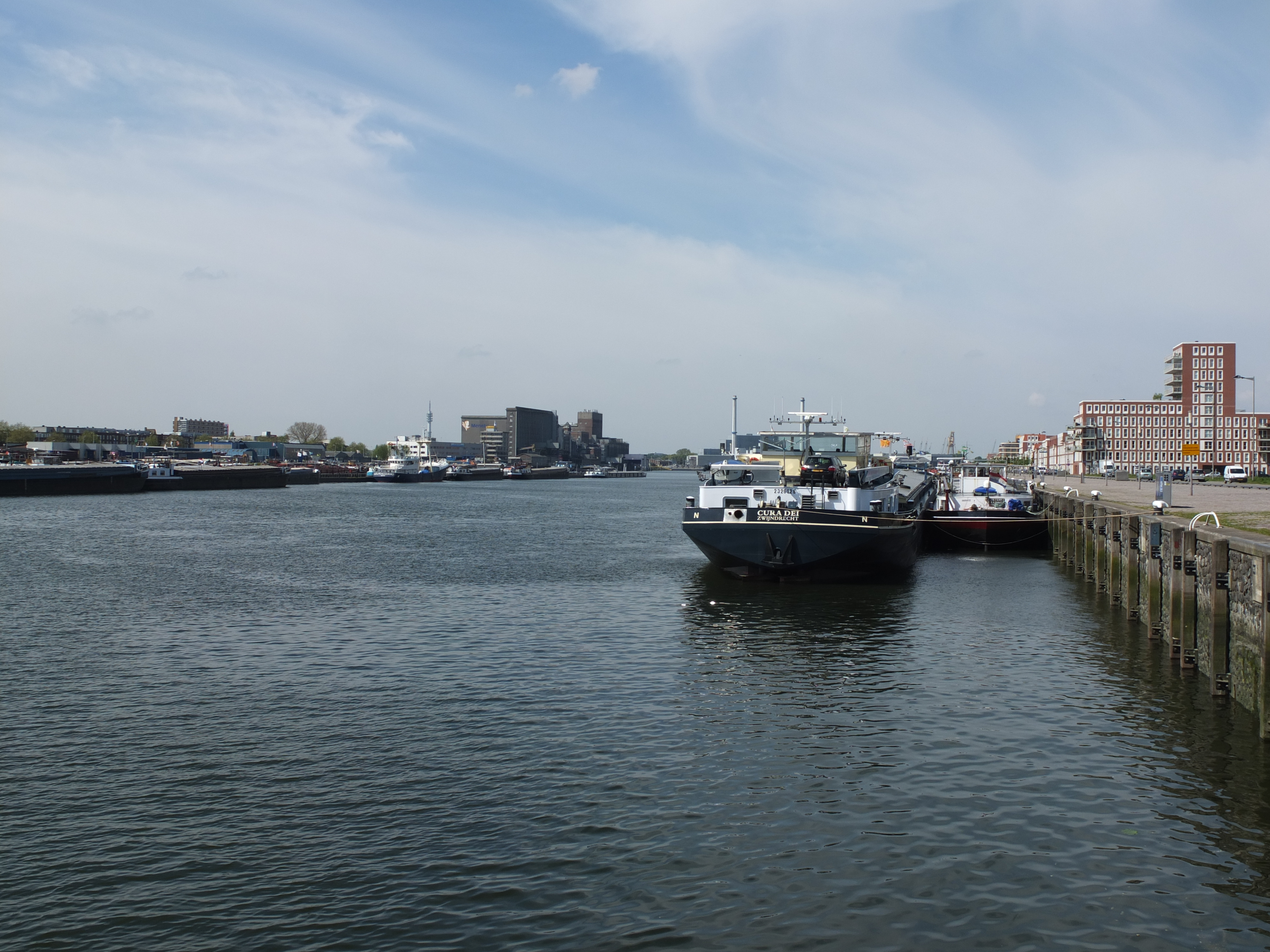
Bateau à quai sur le Maashaven.
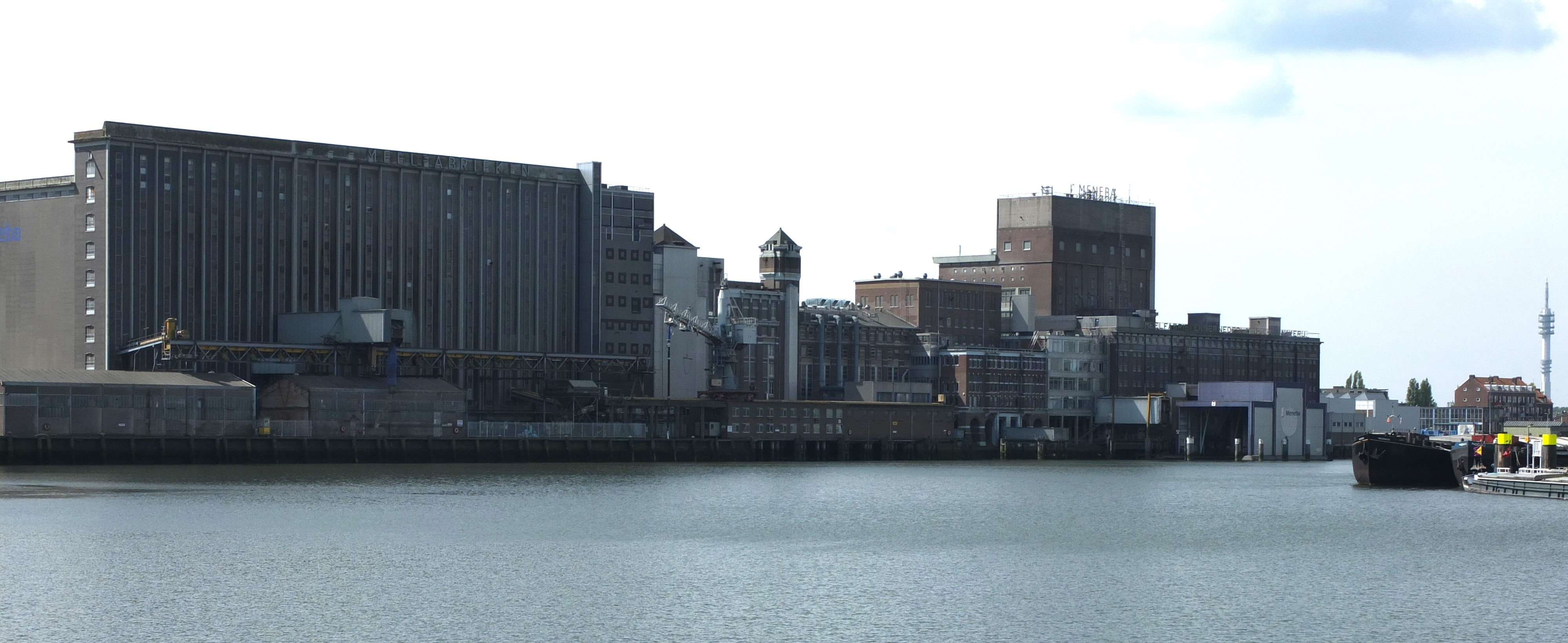
Vue panoramique du Maashaven.
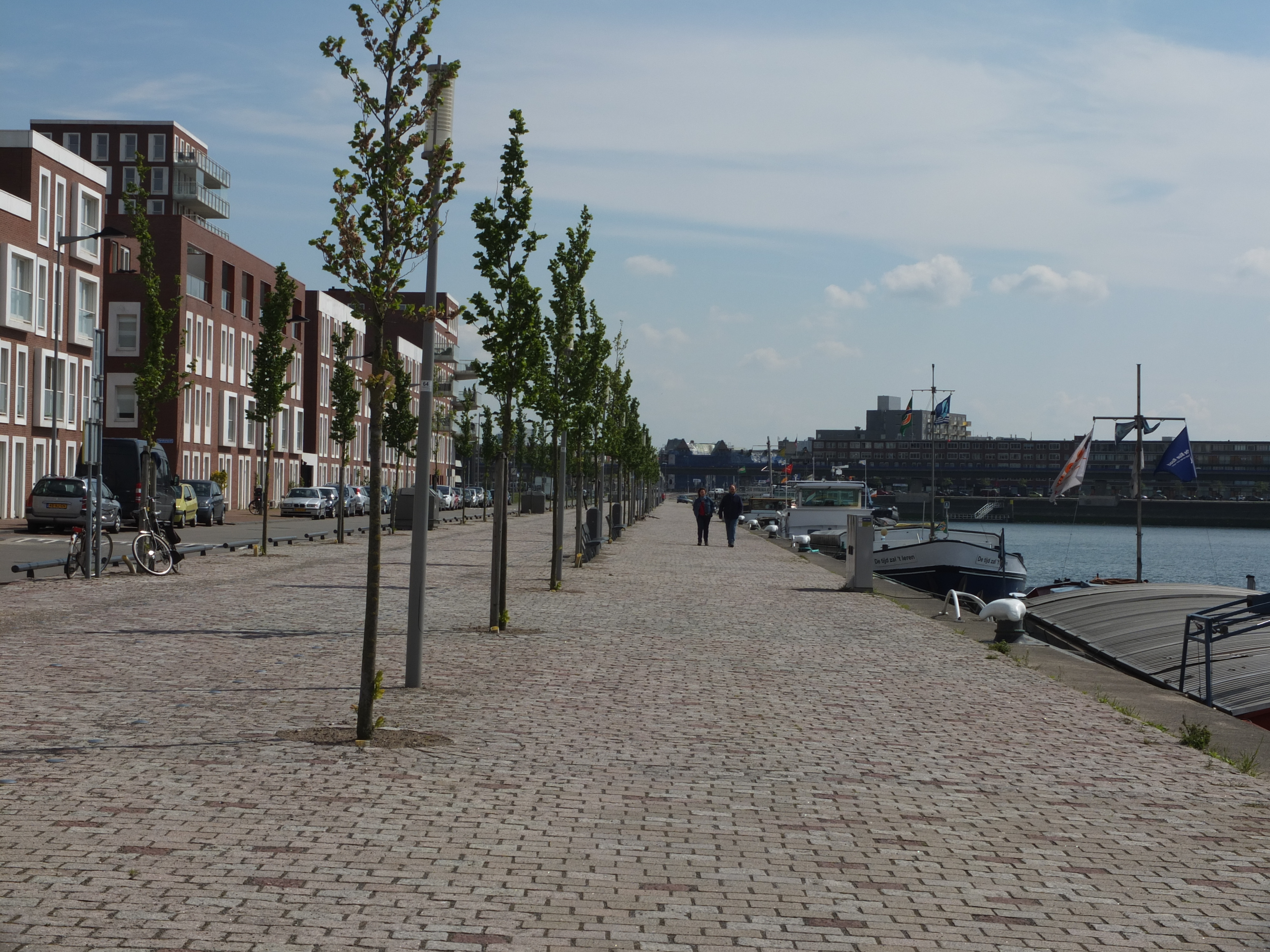
Quai aménagé le long du Maashaven
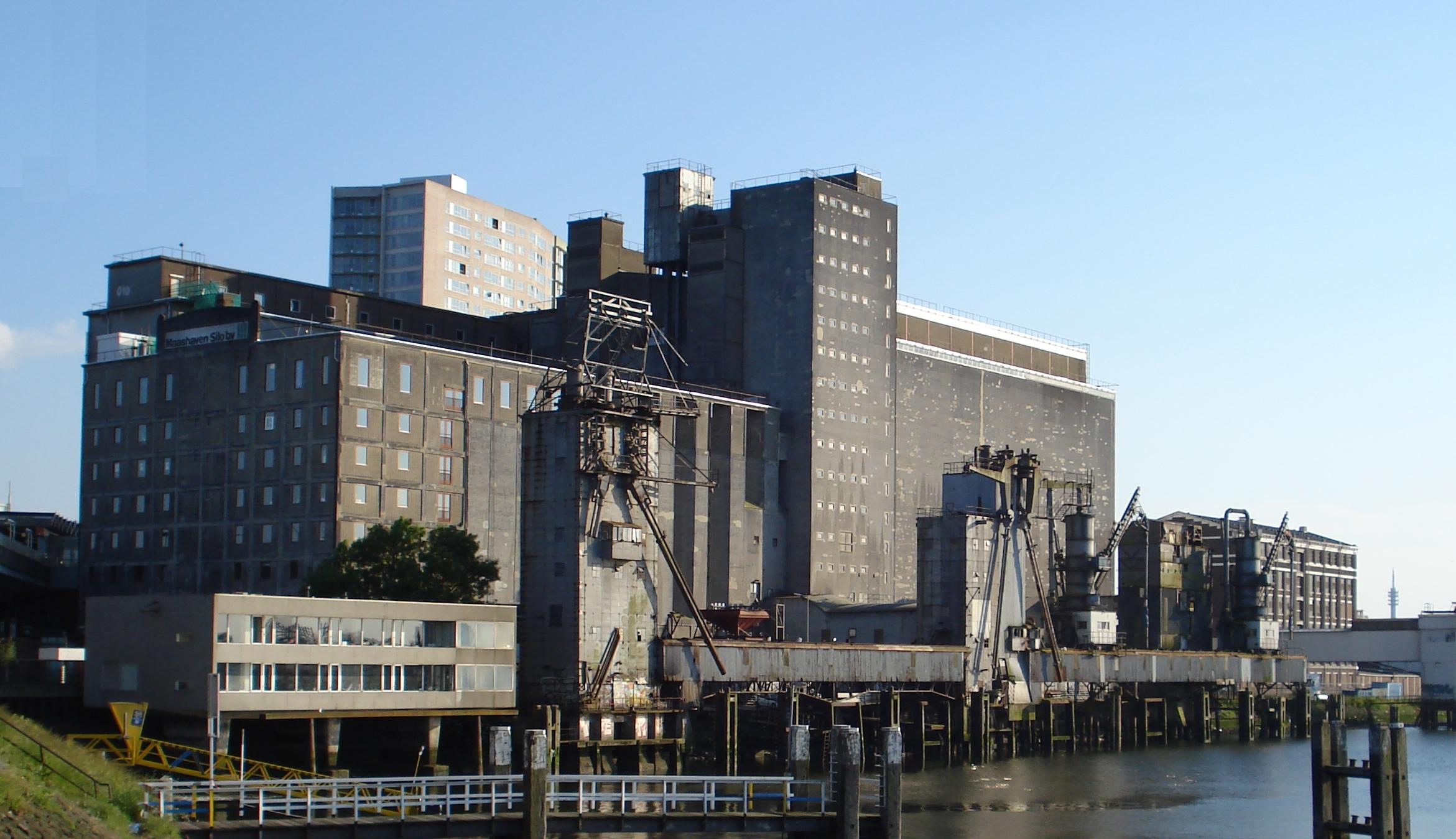
Le Maassilo.

## Plan des infrastructures portuaires de Rotterdam
| Botlek Port du Lek Rijnhaven (Rotterdam) Achterhaven (Rotterdam) Port du Waal Nouvelle Meuse Seinehaven Brittanniëhaven Neckarhaven Canal Hartel Hartelkering Vieille Meuse Scheur Premier port Pétrolier Deuxième port Pétrolier Eemhaven Merwehaven Wijnhaven Oude Haven Haringvliet Port Royal Vulcaanhaven Maashaven |